# الخليف (لودر)

تعديل مصدري - تعديل

الخليف هي إحدى قرى عزلة زارة بمديرية لودر التابعة لمحافظة أبين، بلغ تعداد سكانها 68 نسمة حسب تعداد اليمن لعام 2004.